# 洪修平
洪修平（1954年—），江苏苏州人，中国佛教学者，南京大学哲学系教授，长江学者特聘教授，曾任南京大学图书馆馆长。

## 生平
1981年毕业于南京大学哲学系，获学士学位。1981年-1984年就读于南京大学哲学系中国哲学专业，师从孙叔平、王友三，获硕士学位。1985年-1988年就读于复旦大学哲学系，师从严北溟，获博士学位。